# Rory Stewart
Roderick James Nugent "Rory" Stewart, född 3 januari 1973, är en brittisk politiker inom Konservativa partiet. Stewart var biståndsminister och medlem av kabinettet inom Storbritanniens regering från 1 maj 2019 till 24 juli 2019. Han var ledamot av det brittiska underhuset från parlamentsvalet 2010 till parlamentsvalet 2019, och representerade valkretsen Penrith and The Border i norra England.
Stewart var ordförande för underhusets försvarsutskott från 14 maj 2014 till 12 maj 2015. Därefter var han Parliamentary Under-Secretary of State (juniorminister) i regeringen Cameron II inom Department for Environment, Food and Rural Affairs till 17 juli 2016. I regeringen May var han biträdande minister (Minister of State) inom biståndsministeriet (Department for International Development) 2016-2018. Under perioden 2017-2018 var han samtidigt Afrikaminister, en biträdande ministerpost vid Foreign and Commonwealth Office. Efter Theresa Mays regeringsombildning 2018 blew Stewart fängelseminister, en biträdande ministerpost inom justitieministeriet (Ministry of Justice). 1 maj 2019 efterträdde han Penny Mordaunt som biståndsminister (International Development Secretary) och blev då medlem av regeringen May II:s kabinett.

## Karriär före politiken
Efter examen från Oxfords universitet, där han först studerade modern historia och därefter Filosofi, ekonomi och politik, började Stewart arbeta vid det brittiska utrikesministeriet. Han tjänstgjorde vid den brittiska ambassaden i Indonesien 1997 till 1999, och utsågs därefter som brittisk representant i Montenegro efter Kosovokriget.
2002 vandrade Stewart genom Afghanistan, som en del av en serie vandringar genom Iran, Pakistan, Indien och Nepal. Detta låg till grund för hans bästsäljande bok The Places in Between, som gavs ut 2004.
Efter invasionen av Irak 2003 tjänstgjorde Stewart på plats i Irak 2003–2004 som civil tjänsteman inom koalitionen. Han skrev en bok om denna erfarenhet, som gavs ut 2006 under titeln Occupational Hazards: My Time Governing in Iraq (även utgiven under titeln The Prince of the Marshes: And other Occupational Hazards of a Year in Iraq).
I slutet av 2005 började han arbeta i Turquoise Mountain Foundation i Afghanistan, en biståndsorganisation som grundades av Prins Charles och Hamid Karzai. Under tre års tid arbetade han därefter i Kabul i ledningen för denna organisation.

## Partiledarkandidat
Efter att Theresa May i slutet av maj 2019 tillkännagav sin avgång som premiärminister och partiledare, ställde Stewart upp som kandidat. Han bedrev en uppmärksammad kampanj i sociala medier. Vid den första valomgången 13 juni var han en av tio kandidater som ställde upp, och en av sju som gick vidare. Han slogs ut i den tredje omgången 19 juni, då fem kandidater återstod.

## Utmärkelser
Stewart tilldelades Livingstonemedaljen 2009 och invaldes i Royal Society of Literature 2009.